# Mike Pisaturo
Mike Pisaturo (sinh ngày 4 tháng 4 năm 1963) là một cựu chính khách người Mỹ, từng phục vụ tại Hạ viện Rhode Island từ năm 1996 đến 2002. Ông là người đàn ông đồng tính công khai đầu tiên phục vụ trong cơ thể đó.
Lần đầu tiên ông ra tranh cử vào nhà nước năm 1994, nhưng đã bị đánh bại năm đó.  Ông đã giành chiến thắng trong cuộc bầu cử năm 1996.
Năm 1997, ông giới thiệu dự luật đầu tiên cố gắng hợp pháp hóa hôn nhân đồng giới ở tiểu bang. Mặc dù dự luật đã bị đánh bại, nhưng về mặt biểu tượng, ông đã gửi lại nó mỗi năm trong suốt nhiệm kỳ còn lại của mình. Năm 1998, ông đã đưa ra dự luật bãi bỏ thành công luật kê gian của nhà nước, cũng như một dự luật thành công để cấp quyền thăm bệnh viện cho các cặp đồng giới; vào năm 1999, ông đã giới thiệu một dự luật thành công cho phép cư dân của tiểu bang chỉ định bất kỳ người nào, thành viên gia đình hay không, với tư cách là người lên kế hoạch cho tang lễ của họ.
Năm 1999, ông tuyên bố rằng ông đang xem xét một cuộc điều hành cho Quốc hội Hoa Kỳ trong cuộc bầu cử Quốc hội năm 2000, nhưng sau đó đã quyết định tranh cử một nhiệm kỳ khác tại nhà nước. Ông đã giành chiến thắng trong cuộc bầu cử vào năm 2000.
Pisaturo đã bị đánh bại trong cuộc bầu cử năm 2002.
Sau khi kết thúc nhiệm kỳ, ông được bầu làm ủy viên hội đồng thành phố tại Cranston năm 2004.